# 하야미 모코미치
하야미 모코미치(한자음: 속수모코미치, 速水 もこみち, 1984년 8월 10일 ~)는 일본의 패션 모델 출신 배우이다. 배우로 활동하기 전에는 본명인 오모테 모코미치로 활동했다. 2001년에는 대한민국에서 베스킨라빈스 광고에 출연하기도 하였다.

## 출연

### 드라마
- 체포하겠어 (2002년)
- 고쿠센 (2002년) - 츠치야 히카루 역
- 양키 모교로 돌아오다 (2003년) - 니노헤 히데오 역
- 전차남 (2005년) - 아오야마 케이스케 역
- 비와 꿈의 뒤에 (2005년) 하야카와 호쿠토 역
- 브라더☆비트 (2005년) - 사쿠라이 리쿠 역
- 윤무곡 (2006년) - 카자마 류고 역
- 내일은 맑음 (2006년)
- 레가타 (2006년) - 오오사와 마코토 역
- 여제 (2007년)
- 도쿄타워 - 엄마와 나와, 때때로 아빠 (2007년) - 나카가와 마사야/나 역
- 워킹맨 (2007년) - 타나카 쿠니오 역
- 절대그이 (2008년) - 텐죠 나이토 역
- 오! 마이 걸!!(2008년) - 야마시타 코타로 역
- 절대그이 스페셜 (2009년) - 텐죠 나이토 역
- 여기는 잘나가는 파출소 (2009년) - 나카가와 케이이치 역
- 해머 세션!（2010년, TBS) - 주연 - 오토와 4호/하치스카 고로 역
- 리바운드 (2011년) - 이마이 타이치 (왕자) 역
- 군사 칸베에 (2014년, NHK 대하드라마) - 모리 타헤에(모리 토모노부) 역
- 긴급취조실 (2014년) - 와타나베 테츠지 역
- 5시부터 9시까지~나를 사랑한 스님~ (2015년, fujitv) - 키무라 아서 역
- 긴급취조실2 ( 2017년 ) - 와타나베 테츠지 역

### 영화
- 러프 (2006년) - 야마토 케이스케 역
- 고쿠센 더 무비 (2009년) - 츠치야 히카루 역 (특별출연)

### 광고
- 배스킨라빈스 슈팅스타 (2001년) (대한민국)

## 수상
- 2006년 에란도르상 신인상
- 2009년 APA 선정 '할리우드는 아직 깨닫지 못한 핫 아시안 배우'